# Дива-Слатина
Дива-Слатина (болг. Дива Слатина) — село в Болгарии. Находится в Монтанской области, входит в общину Георги-Дамяново. Население составляет 123 человека.

## Политическая ситуация
Дива-Слатина подчиняется непосредственно общине и не имеет своего кмета.
Кмет (мэр) общины Георги-Дамяново — Дилян Станимиров Димитров (Граждане за европейское развитие Болгарии (ГЕРБ)) по результатам выборов.